# The New Daughter
The New Daughter è un film del 2009 diretto da Luis Berdejo.

## Trama
Un padre, di professione scrittore, recentemente divorziato, sceglie di spostarsi in una cittadina rurale della Carolina del Sud per cercare di dimenticare la vecchia relazione e ripartire. Con lui i suoi due figli, il giovane Sam e Louisa che, nel pieno dei continui e drammatici cambiamenti dell'adolescenza, è costretta ad abbandonare la precedente casa (e quindi gli amici) e inserirsi in una nuova scuola.
Nel bosco vicino alla casa, isolata dal resto del paese, sorge un tumulo che somiglia a un enorme formicaio.
Secondo alcuni si tratta di un antico luogo sepolcrale indiano, punto di ritrovo di entità divine fra l'uomo e l'insetto, da sempre adorate e ora a rischio di estinzione. Queste entità ora cercano di contattare un'altra entità prescelta e farne la loro nuova regina.
Louisa ama stendersi per ore sopra il tumulo e sognare. Sta cambiando sempre più velocemente e potrebbe non essere tutta colpa della pubertà. 
Alla fine si scoprirà che è proprio Louisa la prescelta dai cosiddetti "Camminatori del Tumulo" come loro regina e di conseguenza madre di una nuova stirpe dei decaduti.
John grazie all'aiuto di un esperto in tombe sacre antiche scopre la natura del tumulo; viene inoltre a sapere dall'ex proprietario di casa che sua nipote aveva avuto gli stessi cambiamenti di Louisa. In seguito alla scomparsa della figlia, decide quindi di affrontare direttamente le strane creature che abitano la tomba. 
Il tumulo si rivelerà essere l'accesso ad una serie di gallerie sotterranee abitate appunto dagli strani esseri descritti dall'esperto; alla fine di esse John trova Louisa in una pozza di fango. La rinviene e la porta con sé fuori, inseguito da una miriade di mostri. Avendo portato con sé una latta di benzina, comincia a svuotarla nel condotto da dove era entrato, ma voltando lo sguardo verso la figlia, si rende conto che ormai è troppo tardi: gli esseri hanno compiuto il loro disegno accoppiandosi con lei.
La ragazza comincia a trasformarsi e John è costretto a fare la scelta a cui voleva sottrarsi: con un fumogeno dà fuoco a tutto, provocando un'esplosione che metterà fine alla sua vita e a quella della figlia, ormai irrecuperabile. Nel frattempo Sam, l'altro figlio più piccolo, a cui era stato raccomandato di rimanere in casa al sicuro, esce fuori poco prima dell'esplosione e assiste al disastro. In mano ha una foto incorniciata della sua famiglia. Nel riflesso della cornice si vede il fuoco in lontananza e all'improvviso si vede una figura avvicinarsi, mentre nello sfondo strane creature strisciano sulla casa e su un albero. Il bambino chiama suo padre ma un urlo spaventoso chiude il film, facendo presagire che le creature non sono morte e che anche il piccolo Sam va incontro alla sua fine.

## Produzione
Il film si basa in parte sul racconto omonimo dello scrittore irlandese John Connolly.

## Distribuzione
Il film è uscito direttamente in DVD negli Stati Uniti il 18 maggio 2010, in Italia il 18 marzo 2011 distribuito da 01 Distribution.

## Accoglienza

### Critica
La pellicola riceve un punteggio di 6,0/10 su Metacritic e una percentuale di gradimento del 33% su Rotten Tomatoes.